# Episodi di Studio 57 (quarta stagione)
La quarta stagione della serie televisiva Studio 57 è stata trasmessa in anteprima negli Stati Uniti d'America in syndication tra l'8 settembre 1957 e il 9 settembre 1958.
| nº | Titolo originale             | Titolo italiano | Prima TV USA      | Prima TV Italia |
| -- | ---------------------------- | --------------- | ----------------- | --------------- |
| 1  | Typhoon                      |                 | 8 settembre 1957  |                 |
| 2  | A Little Care                |                 | 15 settembre 1957 |                 |
| 3  | Face of a Killer             |                 | 5 novembre 1957   |                 |
| 4  | Goodbye Joe                  |                 | 7 novembre 1957   |                 |
| 5  | Mr. November                 |                 | 14 novembre 1957  |                 |
| 6  | One of the Family            |                 | 19 novembre 1957  |                 |
| 7  | Secret Darkness              |                 | 28 novembre 1957  |                 |
| 8  | Seventh Brother, Seventh Son |                 | 4 dicembre 1957   |                 |
| 9  | Rebel Rookie                 |                 | 10 dicembre 1957  |                 |
| 10 | No Sentiment                 |                 | 4 gennaio 1957    |                 |
| 11 | An End to Fear               |                 | 9 gennaio 1958    |                 |
| 12 | A Source of Irritation       |                 | 19 gennaio 1958   |                 |
| 13 | Emergency Call               |                 | 23 gennaio 1958   |                 |
| 14 | My Little Girl               |                 | 30 gennaio 1958   |                 |
| 15 | The Terrible Discovery       |                 | 15 febbraio 1958  |                 |
| 16 | Stopover in Bombay           | Sosta a Bombay  | 26 febbraio 1958  |                 |
| 17 | The Starmaker                | Palcoscenico    | 11 marzo 1958     |                 |
| 18 | Take five                    |                 | 22 marzo 1958     |                 |
| 19 | Getaway Car                  |                 | 29 marzo 1958     |                 |
| 20 | The Fabulous Oliver Chantry  |                 | 1º aprile 1958    |                 |
| 21 | Robin                        |                 | 8 aprile 1958     |                 |
| 22 | Gambler's Luck               |                 | 15 aprile 1958    |                 |
| 23 | The Queen's Bracelet         |                 | 6 maggio 1958     |                 |
| 24 | Episodio 4x24                |                 | 22 maggio 1958    |                 |
| 25 | The Director                 |                 | 9 settembre 1958  |                 |